# カメラ・ルシダ

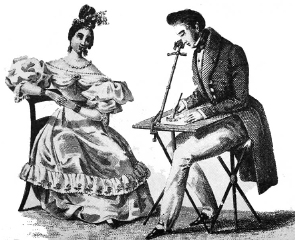
カメラ・ルシダの使い方、1830年頃の図

カメラ・ルシダ（英語：camera lucida、カメラ・ルシーダ、カメラ・ルキダとも）は、かつて画家が素描やスケッチを描く際の補助に使った光学装置。1806年、ウィリアム・ハイド・ウォラストンが発明し特許を取得した。もっとも、実際にはカメラ・ルシダはヨハネス・ケプラーが著書『屈折光学』（Dioptrice, 1611年）で詳述した装置の再発明にほかならないといえるが、19世紀までにケプラーの記述は忘れられ、誰もウォラストンの発明に異議を唱えなかった。「カメラ・ルシダ」（ラテン語で「照らされた部屋」）という名前はウォラストンがつけたものである。（Edmund Hoppe, "Geschichte der Optik", Leipzig 1926 を参照）
カメラ・ルシダを覗くと、覗いた先にある物体の姿と、覗く人物の手もとにある紙など描画する対象の表面の画像とが重ねあわされる。画家は目の前に、描きたい物体や光景と描くための紙とを同時に二重写しのように見ることができる。これによって画家は、目の前の光景から手もとの紙へ、遠近法の要となる部分の点や物体の輪郭線を転写できるので、遠近感の正しい透視画や本物そっくりの絵を描くことができる。

## カメラ・ルシダの原理

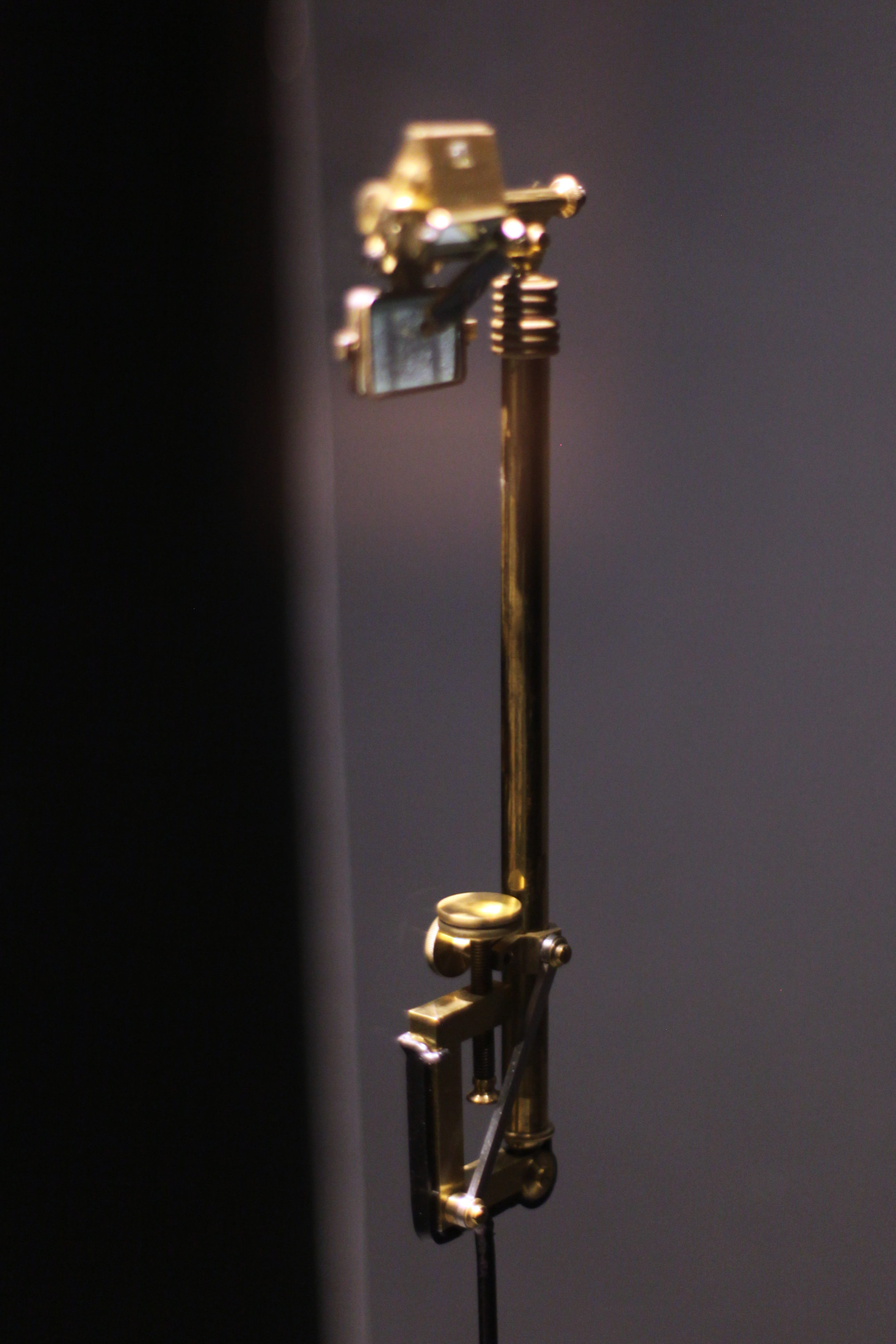
カメラ・ルシダ

カメラ・ルシダ（camera lucida「明るい部屋」）という名は、素描の補助器具としてより古くから使われてきたカメラ・オブスクラ（camera obscura、ラテン語で「暗い部屋」）と対比させるためにつけられたものであることは明らかである。両者の光学的仕組みの間に共通する部分はない。まず、カメラ・ルシダにはカメラ・オブスクラと違い「カメラ」（部屋、箱）と呼べる部分は存在しない。カメラ・ルシダはカメラ・オブスクラのように箱の中を暗くするような特別な光の調整がいらず、明るいところで使えて持ち運びもより簡単な描画補助器具である。また、カメラ・オブスクラと違いカメラ・ルシダは映像を投射する機能はない。
最も簡単なカメラ・ルシダでは、半透明の鏡（マジックミラー）が45度傾けられている。画家がその鏡を通して紙の表面を見下ろすと、反射した正面の風景と真下の紙とが目の前で重ね合わさって見える。また弱い負レンズ（凹レンズ）が組み合わされて、風景がまるで紙と同じ距離にあるかのような像を作り出し、両方とも焦点があった状態で見ることができるようにする場合もある。

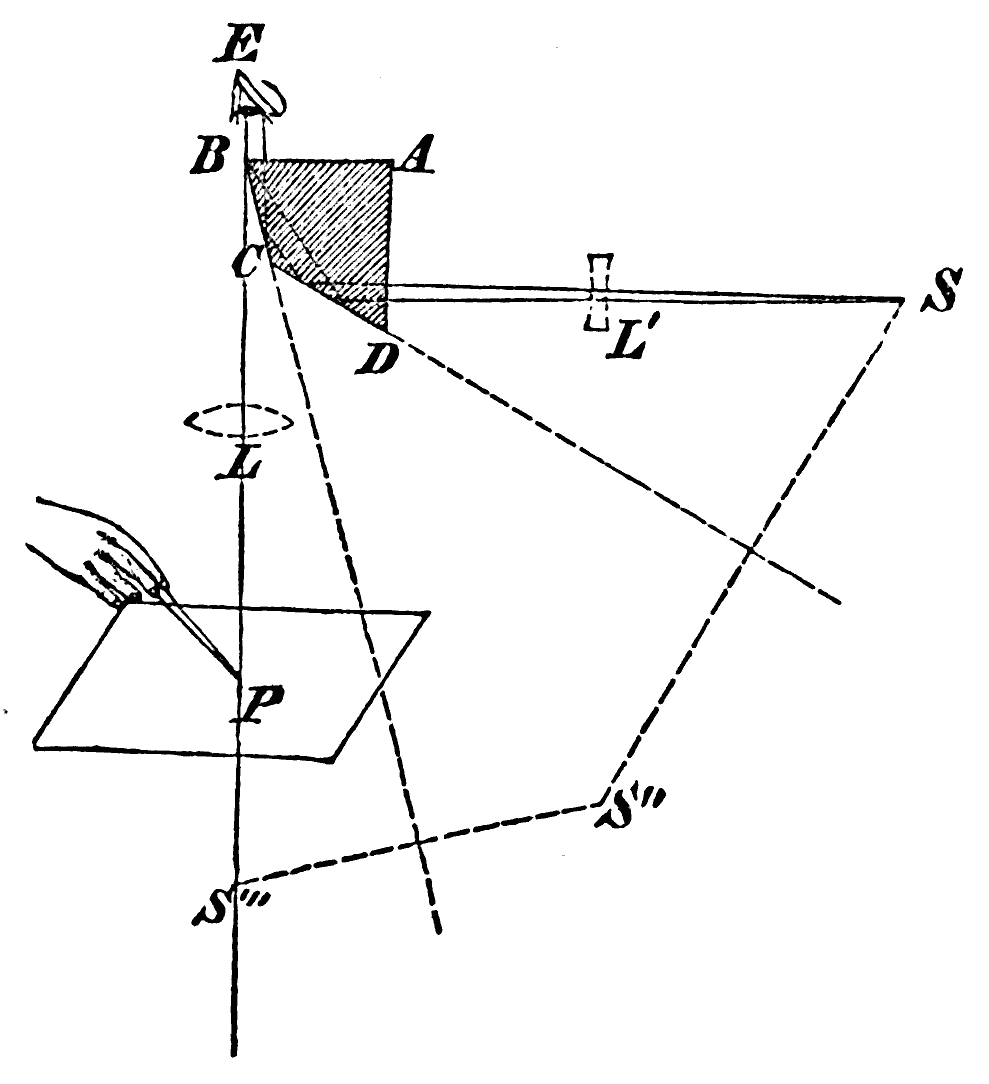
ウォラストンのカメラ・ルシダ

最初のウォラストンのカメラ・ルシダでは、倒立した像の上下左右を正しい像に戻す正立プリズムが使用されていた。使う人物の目 E はプリズムを覗き込むが、瞳孔の半分は、描画をする紙の表面 P を直接見て、残る半分はプリズム ABCD を通して二つの面で反射して正立した風景の像を見る。この二つの風景が目 E によって重ねあわされる。レンズ L と L' は、紙と風景の見かけの距離を同じに調整する役割を果たす。

## カメラ・ルシダの使用

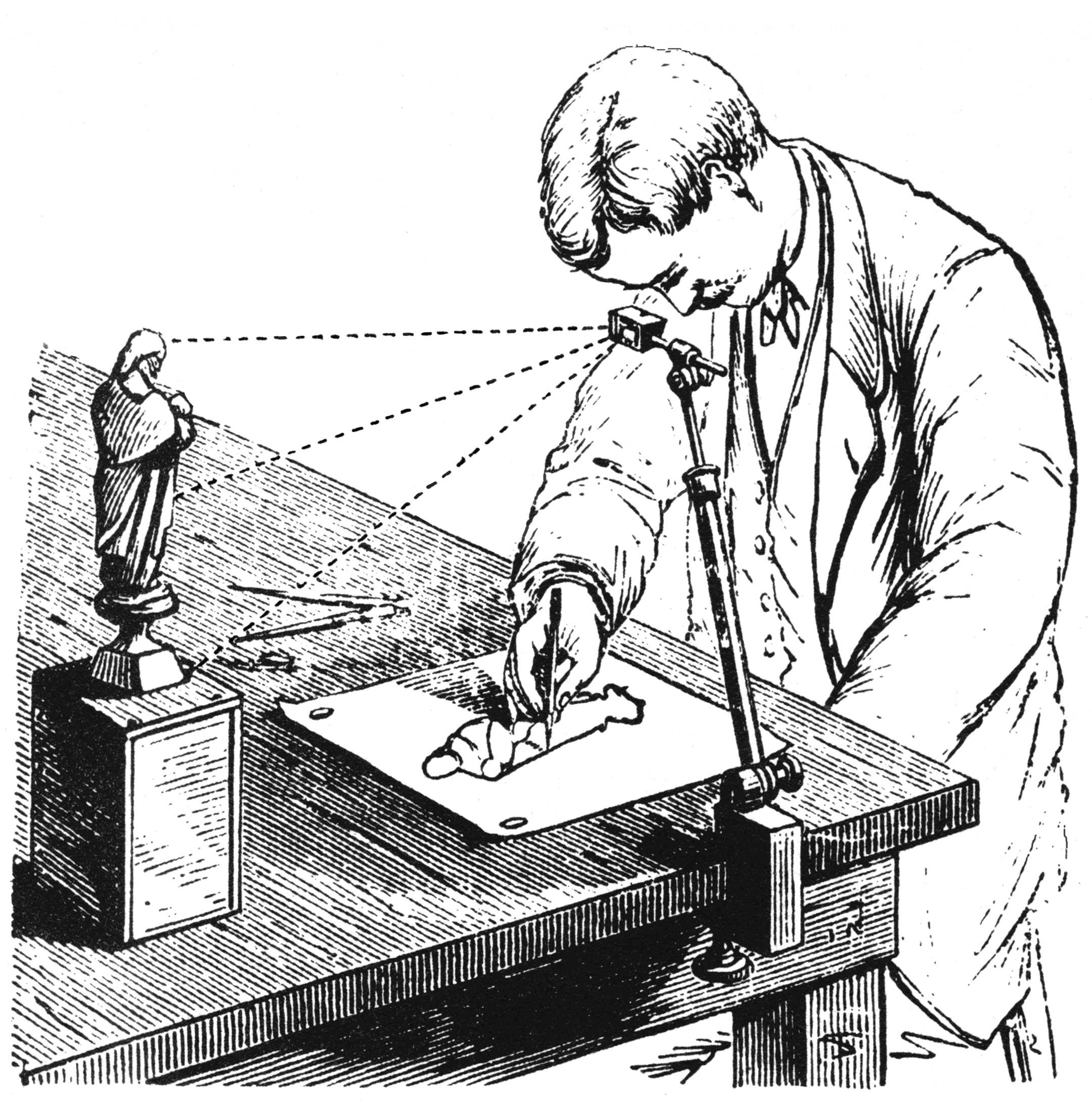
机に固定したカメラ・ルシダ

カメラ・ルシダを使う際に白い紙を用いると、白い紙の画像が映し出される風景の光を消し去ってしまうので風景を見ることが難しくなってしまう。そのため、風景と紙を両方ともよく見るために、黒い紙に白い鉛筆でスケッチすることもある。
19世紀初頭、カメラ・ルシダは旅行者や画家らによって明るい場所でのスケッチなどに広く使われていた。写真技術の先駆者の一人であるイギリスの貴族ウィリアム・ヘンリー・フォックス・タルボットは、1833年にイタリアへ新婚旅行に行った際、カメラ・ルシダを使って旅先の風景をスケッチした。しかしカメラ・ルシダで一生懸命描いたスケッチの出来ががっかりするものだったため、自然の風景を紙に刻み付けるための手段を求めて写真（カロタイプ）を発明するに至ったと、彼は後に述べている。
カメラ・ルシダは今日でも画材店などで手に入ることはあるが、知名度が高かったりよく使われていたりする道具ではない。しかし20世紀半ばまでは、科学者はカメラ・ルシダを使用して微生物や細胞など微細なもののスケッチを描いていた。かつて顕微鏡写真は複製するのが高価であり、また出版物に載せる論文などに微細な構造の鮮明な図像を使おうとする場合、顕微鏡写真よりもカメラ・ルシダで描いたイラストのほうが簡単に作図できてしかもわかりやすいという事情もあった。このため、教科書や論文で長年にわたり使われている組織学や微小解剖（microanatomy）に関するイラストや図像は、顕微鏡写真よりカメラ・ルシダを使って描かれたものが多い。